# Pentaho
Pentaho BI Suite (от англ. Pentaho Business Intelligence Suite, упоминается также как Pentaho BI или просто Pentaho) — свободное программное обеспечение для бизнес-анализа, разрабатываемое компанией Pentaho (Орландо, США). Выпускается с 2005 года, с июля 2008 года выходит под лицензией GPL v2. В данный момент распространяется как условно-бесплатная.

## Компоненты
В состав продукта входит набор интегрированных компонентов, стандартных для BI-систем:
- Pentaho Reporting JFreeReport — средство разработки отчётов, использует в качестве источника данных любые СУБД, поддерживающие интерфейс JDBC.
- Pentaho Data Integration Kettle ETL — ETL-модуль для интеграции исходных систем и хранилища Pentaho
- Pentaho Analysis Mondrian OLAP Server — OLAP-сервер, позволяющий создавать отчёты для онлайн-анализа данных, поддерживает язык запросов MDX
- Pentaho Data Mining Weka  — инструмент для автоматизации интеллектуального анализа данных
- Pentaho Dashboards — инструмент создания информационных панелей (англ. Dashboard (interface)) для мониторинга ключевых показателей эффективности предприятия

## Интеграция с другим ПО
Дизайнер отчетов от Pentaho BI интегрирован в Sun Report Builder — расширение для разработки отчётов в средах офисных пакетов OpenOffice.org 3.0 и StarOffice 8 .